# Artogne
Artogne (Artògne en el dialecte local) és un municipi italià de la província de Brescia, a la regió de Llombardia.